# Emil Koch (Philologe)
Emil Koch (* 18. Juni 1857 in Dresden; † 15. Juli 1921 in Bad Elster) war ein deutscher Klassischer Philologe und Gymnasiallehrer.

## Leben
Emil Franz Robert Koch besuchte die Kreuzschule in Dresden und studierte ab 1877 Klassische Philologie an der Universität Leipzig (bei Otto Ribbeck und Justus Hermann Lipsius). Nach dem Tod seines Vaters musste er sein Studium für einige Jahre unterbrechen, so dass er erst 1884 das Staatsexamen ablegte. Anschließend arbeitete er als Probekandidat am Königlichen Gymnasium Dresden-Neustadt, ab 1885 als wissenschaftlicher Hilfslehrer ebenda. Am 1. Februar 1890 wurde er zum ständigen Oberlehrer ernannt. Bereits zu Ostern 1890 wechselte er an das Gymnasium zu Zittau, wo er 1891 zum Oberlehrer ernannt wurde. Am 28. Juli 1896 wurde er zum Dr. phil. promoviert. 1905 wurde er zum Gymnasialprofessor ernannt, 1915 zum Studienrat, später zum Oberstudienrat und 1920 zum Konrektor. Er starb am 15. Juli 1921 in Bad Elster.
Neben dem Schuldienst war Koch wissenschaftlich tätig. Er verfasste Schriften zur Regionalgeschichte und zur griechischen Rechtsgeschichte. Seine Dissertation über verschiedene attische Ämter (1894) wurde von der Fachwelt positiv aufgenommen. Im Anschluss daran verfasste er mehrere Artikel für die Realencyclopädie der classischen Altertumswissenschaft (RE).

## Schriften (Auswahl)
- De Atheniensium logistis euthynis synegoris. Zittau 1894 (Schulprogramm; zugleich Dissertation), 20 S. Digitalisat
- Bemerkungen zu der Rede wider Eubulides. Zittau 1900 (Schulprogramm), 6 S.
- Bronzefund von Herwigsdorf bei Zittau. In: Mitteilungen der Gesellschaft für Zittauer Geschichte. Nr. 7 (1911), S. 8.